# Electrod ion-selectiv
Electrozii ion-selectivi sunt senzori (transductori) electrochimici care transformă în semnal de potențial electric concentrația unor ioni dintr-o soluție. Pot fi amperometrici, potențiometrici. 
Pentru indicarea valorii potențialului pot fi legați la un pH-metru (instrument indicator al acidității și alcalinității soluțiilor chimice). 
Pentru electrozii ion-selectivi (EIS) valoarea erorii este 4% - pentru ionii monovalenți și 8% pentru cei bivalenți.